# IC 2335
IC 2335 ist eine elliptische Galaxie vom Hubble-Typ E im Sternbild Krebs auf der Ekliptik.
Das Objekt wurde am 13. Februar 1901 von Max Wolf entdeckt.